# Makronutrient
Makronutrienter är de näringsämnen som kroppen behöver i större mängder. Dessa förser kroppen med energi (kalorier). Till kategorin makronutrienter hör kolhydrater, proteiner och fetter.
Till denna kategori näringsämnen kan man även räkna fiber och vatten.